# 花身副麗魚
花身副麗魚，又稱淡水石斑、珍珠石斑、馬拉麗體魚、美洲虎慈鯛，為輻鰭魚綱鱸形目隆頭魚亞目慈鯛科的其中一種。

## 分布
本魚分布於中美洲的宏都拉斯的乌卢阿河以及哥斯大黎加马蒂纳河。

## 特徵
本魚體側扁呈橢圓形，頭小嘴大，下巴突出，犬齒大且突出，唇厚，全身上下包括魚鰭部份都佈滿著不規則斑點，眼睛和鰓蓋邊緣或多或少有黑色條紋，體被大型鱗片，頰部也被鱗，鱗片末端暗藍色環，構成體色暗藍色底，鑲白色斑點；較大的雄魚有尖尖的背鰭和臀鰭。尾鰭圓鈍，背鰭硬棘17至18枚、背鰭軟條10至11枚；臀鰭硬棘6至8枚、臀鰭軟條11至12枚。雄於帶有紅銅色金屬光澤、雌魚為青綠色光澤，體長約在55公分。

## 生態

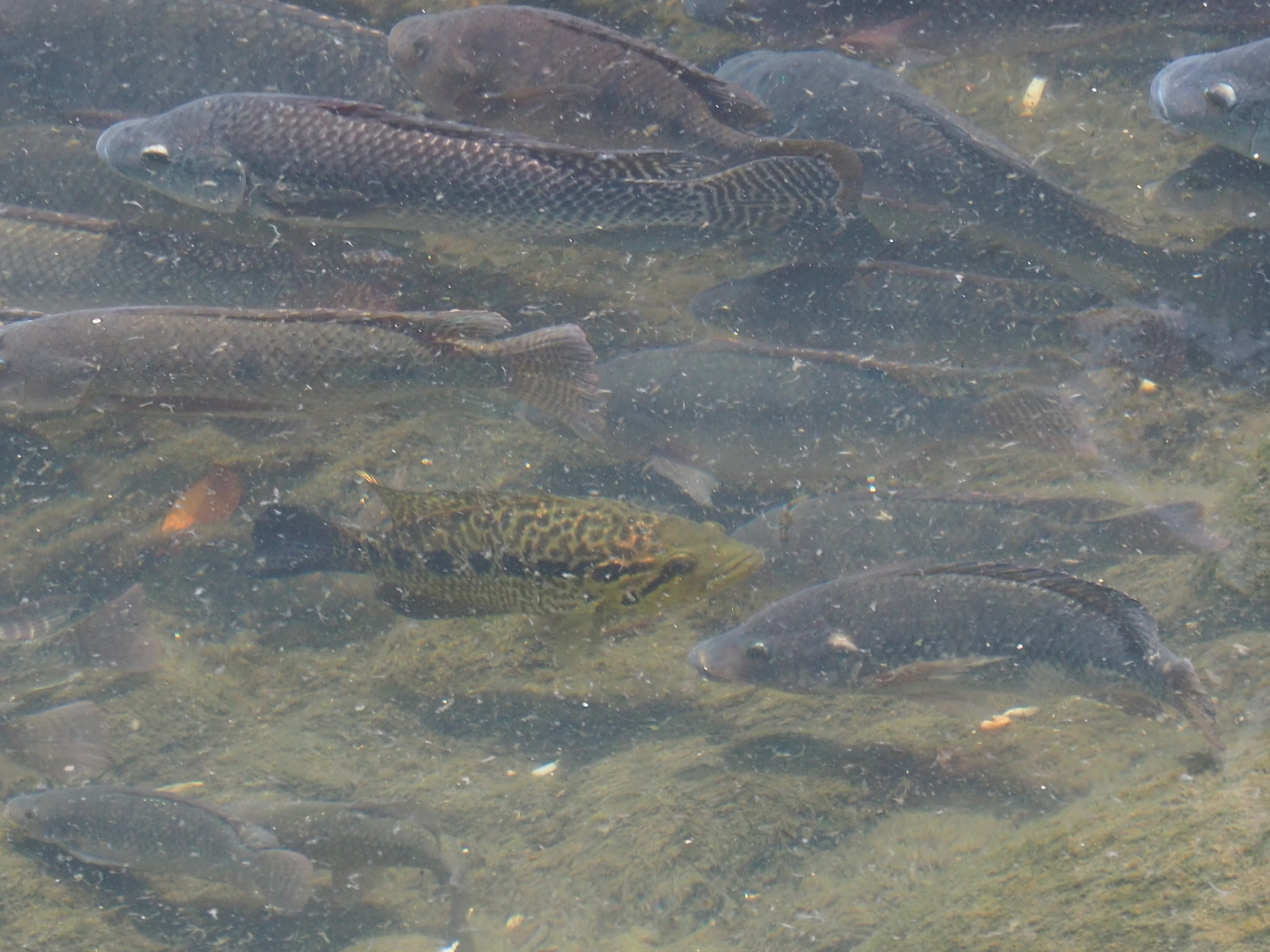
在臺中舊旱溪中的花身副麗魚

本魚棲息溪流或湖泊，喜具有沙泥底質且具高度優養化的水質，肉食性，以其他魚類、甲殼類、無脊椎動物為食，具有侵略性，親魚具有築巢產卵及護幼之行為。

## 經濟利用
屬於大型的觀賞魚，在產地是也是食用魚。